# Montacher-Villegardin
Montacher-Villegardin is een gemeente in het Franse departement Yonne (regio Bourgogne-Franche-Comté) en telt 679 inwoners (2005). De plaats maakt deel uit van het arrondissement Sens.

## Geografie
De oppervlakte van Montacher-Villegardin bedraagt 29,7 km², de bevolkingsdichtheid is 22,9 inwoners per km².
De onderstaande kaart toont de ligging van Montacher-Villegardin met de belangrijkste infrastructuur en aangrenzende gemeenten.

## Demografie
Onderstaande figuur toont het verloop van het inwonertal (bron: INSEE-tellingen).
1. ↑  Populations de référence 2022.